# Christi-Auferstehungs-Kirche (Zürich)

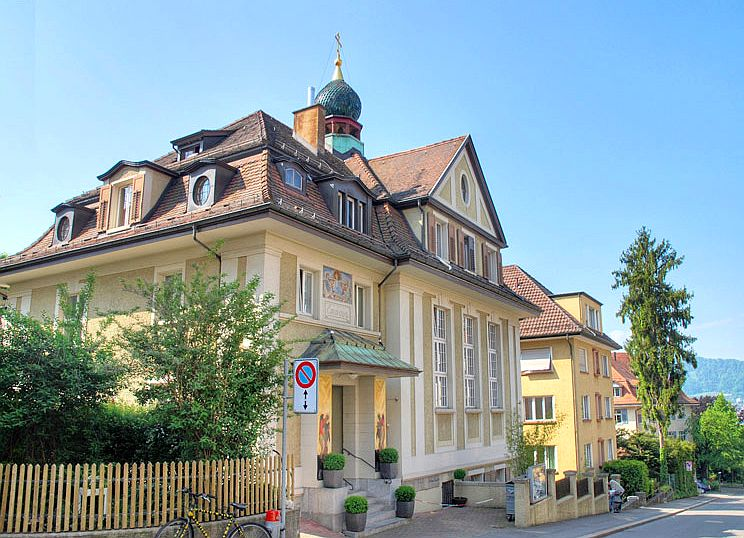
Das Kirchengebäude an der Narzissenstrasse

Die russisch-orthodoxe Auferstehungskirche (russ. Церковь Воскресения Христова) ist eine im Zürcher Stadtteil Oberstrass gelegene Kirche der zum Exarchat für Westeuropa der Russisch-orthodoxen Kirche (Patriarchat Moskau) gehörenden Eparchie von Korsun und Westeuropa.

## Geschichte
Die Geschichte der russisch-orthodoxen Kirche in der Schweiz begann im Jahr 1816, als in der russischen Botschaft in Bern eine Hauskirche gegründet wurde. Von 1863 bis 1866 wurde in Genf das erste Kirchengebäude (Kreuzerhöhungskirche) errichtet. Die Gemeinde von Zürich entstand 1936 und befand sich lange Zeit in einer Zweizimmerwohnung an der Kinkelstrasse 36 in Unterstrass. Die Gemeinde, die ursprünglich durch russische Emigranten gebildet wurde, wurde im Laufe der Zeit auch durch Schweizer ergänzt. Ende der 1990er Jahre, als die Zahl der Gemeindemitglieder auf 500 angewachsen war, wurde ein Kirchengebäude immer dringlicher. Das Projekt der Kirche im russischen architektonischen Stil wurde allerdings durch Zürichs Behörden wegen Diskrepanz zum allgemeinen Stil in der Stadt abgelehnt.
2001 erwarb die russisch-orthodoxe Gemeinde die 1910 erbaute Emmaus-Kapelle der Narzissenstrasse 10 in Oberstrass, die zuvor als Versammlungsort einer örtlichen Gemeinde der Pilgermission St. Chrischona gedient hatte. Sie wurde im Inneren für orthodoxe Gottesdienste umgestaltet, mit Mosaiken aus der Hand des Künstlers Alexander Kornouchow ausgestattet sowie mit einem Türmchen mit zwiebelförmiger Kuppel gekrönt. Dieses Türmchen ist mit zwei Glocken, die aus Kamensk-Uralski geliefert worden waren, ausgestattet. Am 15. Dezember 2002 wurde die Kirche durch den Metropoliten der Diözesen von Smolensk und Kaliningrad, Kyrill, eingeweiht.
Neben Russen und Schweizern wird die Kirche von Belarussen, Ukrainern, Serben und Griechen besucht. An Feiertagen erreicht die Besucherzahl an die 1000 Personen. Die Kirche verfügt über eine Sonntagsschule, eine Bibliothek und gibt Kurse in kirchenslawischer Sprache.